# Honoré Leygue
Pour les articles homonymes, voir Leygue.
Honoré Leygue, né le 9 juillet 1856 à Toulouse (Haute-Garonne) et décédé le 14 janvier 1940 à Toulouse, est un homme politique français.

## Biographie
Frère de Raymond Leygue, il entre en 1875 à l’École Polytechnique et en sort officier d'artillerie. Il quitte l'armée dès 1880 pour devenir ingénieur civil, puis de 1881 à 1894 ; sous-préfet, d'abord à Bourganeuf, puis à Sisteron et à Moissac. En 1894, il s'installe au Fauga pour gérer ses domaines. Il devient maire du Fauga en 1896, conseiller général du canton de Muret en 1898. Il est député de la Haute-Garonne de 1898 à 1907, inscrit au groupe radical-socialiste. Il est sénateur de la Haute-Garonne de 1907 à 1924, inscrit au groupe de la Gauche démocratique.

## Distinction
- Chevalier de la Légion d'honneur, par décret du 27 avril 1915 en qualité de capitaine de réserve du 18e régiment d'artillerie[1].

## Sources
1. ↑  « Recherche - Base de données Léonore », sur www.leonore.archives-nationales.culture.gouv.fr (consulté le 6 octobre 2024)

- « Honoré Leygue », dans le Dictionnaire des parlementaires français (1889-1940), sous la direction de Jean Jolly, PUF, 1960 [détail de l’édition]